# Warburgiella ambigua
Warburgiella ambigua är en bladmossart som beskrevs av Thériot 1921. Warburgiella ambigua ingår i släktet Warburgiella och familjen Sematophyllaceae. Inga underarter finns listade i Catalogue of Life.